# 삼례동초등학교
삼례동초등학교는 대한민국 전북특별자치도 완주군 삼례읍 수계리에 있는 공립 초등학교이다.

## 학교 연혁
- 1949년 11월 5일 석전국민학교(7학급) 개교
- 1965년 2월 4일 삼례동국민학교로 개칭
- 1984년 3월 5일 병설유치원 개원
- 1996년 3월 1일 삼례동초등학교로 개칭
- 2024년 3월 1일 학교 신축 이전(삼례읍 삼봉지구), 33학급 편성
- 2024년 9월 1일 제29대 김효순 교장 부임
- 2025년 1월 8일 제73회 졸업(총 5633명)
- 2025년 3월 1일 초등 38학급(특수2학급 포함) 편성

## 역대 위치
- 1949년 11월 5일 ~ 2024년 2월 28일 : 삼례읍 구와로 13 (석전리)
- 2024년 3월 1일 ~ (현재) : 삼례읍 삼봉4로 9 (수계리)

## 참고 자료
- 삼례동초등학교 - 한국교육학술정보원 학교알리미